# 안드리얀 니콜라예프

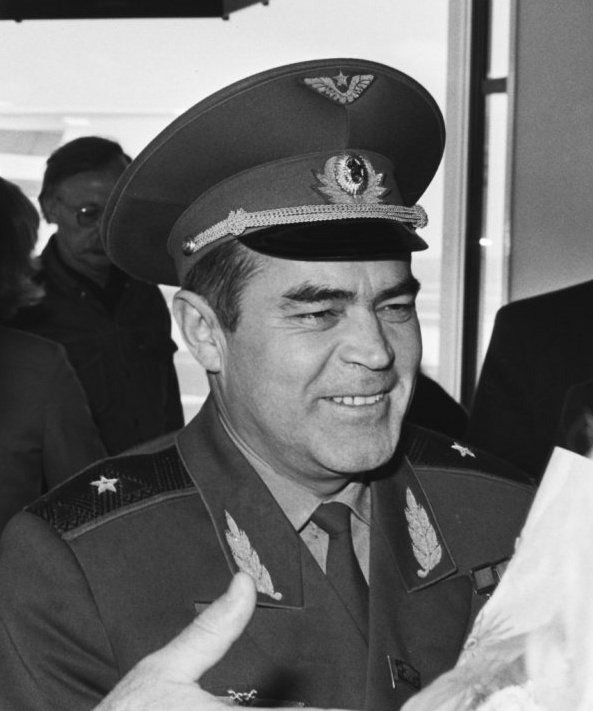
안드리얀 니콜라예프

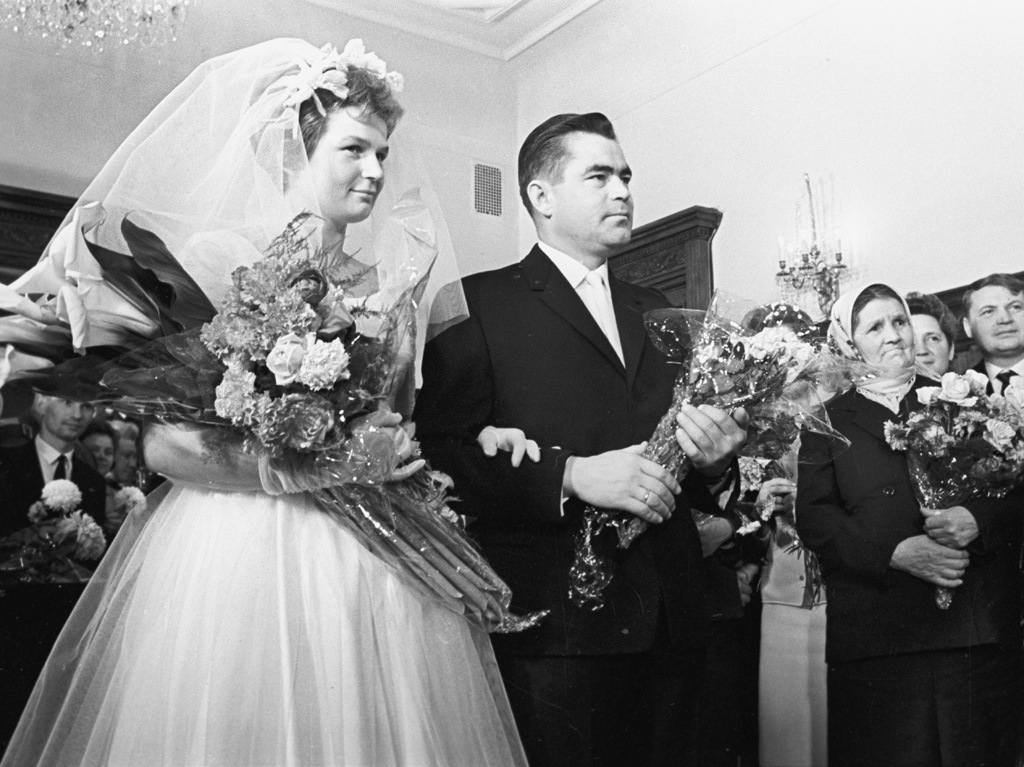

안드리얀 그리고리예비치 니콜라예프(Андриян Григорьевич Николаев, 1929년 9월 5일~2004년 7월 3일)는 소련의 우주사로 보스토크 3호에 탑승하여 유리 가가린, 게르만 티토프에 이어 소련의 3번째 우주인이었다.
추바시 공화국에서 태어나 소련군에 입대한 니콜라예프는 스트레스 상황 훈련 도중 아주 침착했고, 이로 인해 우주인이 될 수 있었다. 이후 보스토크 3호에 탑승하게 됐는데, 니콜라예프는 추바시인이었기에 첫 튀르크인 우주 비행사가 됐다. 그는 또한 소유즈 9호에도 승선했는데, 보스토크 3호와 소유즈 9호에 승선했을 때 두 번 모두 우주에 머무는 최장 시간을 경신했다. 1969년 브레즈네프 암살 미수 현장에서 생존했고, 1982년 1월 26일 은퇴했다.
니콜라예프는 또한 1962년 8월 우주에서 tv 방송을 처음으로 제작한 사람이 되었다. 보스토크 3호는 파벨 포포비치의 보스토크 4호와 처음으로 이중 우주 비행을 했다.
1963년 11월 3일 세계 최초 여성 우주인인 발렌티나 테레시코바와 결혼을 한 후 무남독녀 엘레나 안드리야노브나를 낳았으나 1982년에 이혼했다.
2004년, 추바시 공화국 체복사리에서 심장마비로 죽었다.